# Юнацький чемпіонат Європи з футболу (U-19) 2010
Чемпіонат Європи з футболу серед юнаків віком до 19 років 2010 року — пройшов у Франції з 18 по 30 липня. Переможцем стала збірна Франції, яка у фіналі перемогла збірну Іспанії із рахунком 2:1.

## Кваліфікація
1. Юнацький чемпіонат Європи з футболу (U-19) 2010 (кваліфікаційний раунд) — 1 вересня 2009 – 30 листопада 2009
2. Юнацький чемпіонат Європи з футболу (U-19) 2010 (елітний раунд) – 1 березня 2010 – 31 травня 2010

## Учасники
- Австрія
- Хорватія
- Англія
- Франція (господар)
- Італія
- Нідерланди
- Португалія
- Іспанія

## Груповий етап

### Група А
| Збірна     | І | В | Н | П | ГЗ | ГП | РМ | О |
| ---------- | - | - | - | - | -- | -- | -- | - |
| Франція    | 3 | 2 | 1 | 0 | 10 | 2  | +8 | 7 |
| Англія     | 3 | 1 | 1 | 1 | 4  | 4  | 0  | 4 |
| Австрія    | 3 | 1 | 0 | 2 | 3  | 8  | −5 | 3 |
| Нідерланди | 3 | 1 | 0 | 2 | 2  | 5  | −3 | 3 |

| 18 липня 2010 18:00 |

| Австрія               | 2 – 3    | Англія                 |
| --------------------- | -------- | ---------------------- |
| Алаба 52' Траунер 74' | Протокол | Нобл 14', 29' Круз 55' |

| Стад-дю-Азе, Флер Арбітр: Маркус Стрембергссон (Швеція) |

| 18 липня 2010 20:00 |

| Франція                                             | 4 – 1    | Нідерланди |
| --------------------------------------------------- | -------- | ---------- |
| Какута 20' Бакамбу 37', 90+3' Мартінс Інді 84' (аг) | Протокол | Кабрал 55' |

| Стад Мішель Д'Орнано, Кан Арбітр: Владислав Безбородов (Росія) |

| 21 липня 2010 18:00 |

| Франція                                       | 5 – 0    | Австрія |
| --------------------------------------------- | -------- | ------- |
| Грізманн 19', 73' Ляказетт 66', 83' Реале 80' | Протокол |         |

| Стад-дю-Азе, Флер Арбітр: Алан Блек (Північна Ірландія) |

| 21 липня 2010 18:00 |

| Нідерланди | 1 – 0    | Англія |
| ---------- | -------- | ------ |
| Бергейс 6' | Протокол |        |

| Анрі Жан, Байо Арбітр: Гедимінас Мажейка (Литва) |

| 24 липня 2010 18:00 |

| Англія        | 1 – 1    | Франція   |
| ------------- | -------- | --------- |
| Філліпс 90+3' | Протокол | Тафер 56' |

| Луїс Вільмер, Сен-Ло Арбітр: Штефан Штудер (Швейцарія) |

| 24 липня 2010 18:00 |

| Нідерланди | 0 – 1    | Австрія             |
| ---------- | -------- | ------------------- |
|            | Протокол | Джуричин 87' (пен.) |

| Мішель Фарре, Мондвіль Арбітр: Матей Юг (Словенія) |

### Група В
| Збірна     | І | В | Н | П | ГЗ | ГП | РМ | О |
| ---------- | - | - | - | - | -- | -- | -- | - |
| Іспанія    | 3 | 3 | 0 | 0 | 7  | 2  | +5 | 9 |
| Хорватія   | 3 | 1 | 1 | 1 | 6  | 2  | +4 | 4 |
| Португалія | 3 | 1 | 0 | 2 | 3  | 7  | −4 | 3 |
| Італія     | 3 | 0 | 1 | 2 | 0  | 5  | −5 | 1 |

| 18 липня 2010 16:00 |

| Хорватія        | 1 – 2    | Іспанія                          |
| --------------- | -------- | -------------------------------- |
| Андріяшевич 42' | Протокол | Тьяго Алькантара 53' Родріго 64' |

| Анрі Жан, Байо Арбітр: Алан Блек (Північна Ірландія) |

| 18 липня 2010 16:00 |

| Італія | 0 – 2    | Португалія                              |
| ------ | -------- | --------------------------------------- |
|        | Протокол | Нелсон Олівейра 51' Сержіу Олівейра 63' |

| Мішель Фарре, Мондвіль Арбітр: Гедимінас Мажейка (Литва) |

| 21 липня 2010 15:00 |

| Іспанія                 | 2 – 1    | Португалія |
| ----------------------- | -------- | ---------- |
| Даніель Пачеко 12', 88' | Протокол | Пінту 78'  |

| Луїс Вільмер, Сен-Ло Арбітр: Матей Юг (Словенія) |

| 21 липня 2010 16:00 |

| Хорватія | 0 – 0    | Італія |
| -------- | -------- | ------ |
|          | Протокол |        |

| Мішель Фарре, Мондвіль Арбітр: Штефан Штудер (Швейцарія) |

| 24 липня 2010 16:00 |

| Португалія | 0 – 5    | Хорватія                                       |
| ---------- | -------- | ---------------------------------------------- |
|            | Протокол | Андріяшевич 19' Памич 25', 37', 69' Озобич 67' |

| Анрі Жан, Байо Арбітр: Маркус Стрембергссон (Швеція) |

| 24 липня 2010 16:00 |

| Іспанія                                           | 3 – 0    | Італія |
| ------------------------------------------------- | -------- | ------ |
| Рочина 16' Даніель Пачеко 23' Есек'єль 57' (пен.) | Протокол |        |

| Стад-дю-Азе, Флер Арбітр: Владислав Безбородов (Росія) |

## Плей-оф
|  | Півфінали         | Півфінали |   |  | Фінал          | Фінал |  |
|  |                   |           |   |  |                |       |  |
|  | 27 липня – Сен-Ло |           |   |  |                |       |  |
|  | Іспанія           | 3         |   |  |                |       |  |
|  | Англія            | 1         |   |  |                |       |  |
|  |                   |           |   |  |                |       |  |
|  |                   |           |   |  | 30 липня – Кан |       |  |
|  |                   |           |   |  | Іспанія        | 1     |  |
|  |                   | Франція   | 2 |  |                |       |  |
|  |                   |           |   |  |                |       |  |
|  |                   |           |   |  |                |       |  |
|  |                   |           |   |  |                |       |  |
|  | 27 липня – Кан    |           |   |  |                |       |  |
|  | Франція           | 2         |   |  |                |       |  |
|  | Хорватія          | 1         |   |  |                |       |  |

### Півфінали
| 27 липня 2010 16:00 |

| Іспанія                                 | 3 – 1    | Англія     |
| --------------------------------------- | -------- | ---------- |
| Даніель Пачеко 12' Кеко 34' Каналес 57' | Протокол | Босток 37' |

| Луїс Вільмер, Сен-Ло Арбітр: Маркус Стрембергссон (Швеція) |

| 27 липня 2010 19:00 |

| Франція                | 2 – 1    | Хорватія |
| ---------------------- | -------- | -------- |
| Какута 37' Бакамбу 83' | Протокол | Адемі 4' |

| Стад Мішель Д'Орнано, Кан Арбітр: Владислав Безбородов (Росія) |

### Фінал
| 30 липня 2010 19:00 |

| Іспанія     | 1 – 2    | Франція               |
| ----------- | -------- | --------------------- |
| Родріго 18' | Протокол | Сюню 49' Ляказетт 85' |

| Стад Мішель Д'Орнано, Кан Арбітр: Штефан Штудер (Швейцарія) |

| Чемпіон Європи 2010 |
| ------------------- |
| Франція 7-й титул   |

## Підсумкова таблиця
- 1.  Франція
- 2.  Іспанія
- 3.  Хорватія
- 4.  Англія
- 5.  Португалія
- 6.  Австрія
- 7.  Нідерланди
- 8.  Італія